# Коргутов, Владимир Александрович
Владимир Александрович Коргутов (род. 12 декабря 1965, нижнее (Пекинское) поселение станицы Вёшенская, Шолоховский район, Ростовская область, СССР) — полковник ВС РФ, участник Первой чеченской войны, Герой Российской Федерации (1997). Начальник разведки 341-го танкового полка 34-й Симферопольской Краснознамённой ордена Суворова мотострелковой дивизии Приволжского военного округа. С 2014 года начальник Военного Учебного центра при Национальном исследовательском университете «Высшая школа экономики»

## Биография
Родился 12 декабря 1965 года в нижнем (Пекинском) поселении станицы Вёшенская Шолоховского района Ростовской области. В детстве часто видел нобелевского лауреата по литературе Шолохова. Русский. Окончил среднюю школу № 1.
С 1983 года в Советской Армии. В 1987 году окончил Алма-Атинское высшее общевойсковое командное училище имени Маршала Советского Союза И. С. Конева (ныне — Военный институт Сухопутных войск Вооружённых Сил Республики Казахстан). С 1987 года служил в Центральной группе войск в Чехословакии, командир огневого взвода миномётной батареи, затем командир мотострелкового взвода. С 1990 года — командир мотострелкового взвода и роты в Сибирском и в Приволжско-Уральском военных округах.
Во время Первой чеченской войны— командир разведроты 276-го мотострелкового полка, затем начальник разведки 341-го танкового полка. Провёл большое количество успешных боевых операций с большим уроном для боевиков при минимальных потерях своего подразделения — двое бойцов погибшие, несколько раненых.
Указом Президента Российской Федерации от 29 января 1997 года за мужество и отвагу, проявленные при выполнении воинского долга, начальнику разведки танкового полка майору Коргутову Владимиру Александровичу присвоено звание Героя Российской Федерации с вручением медали «Золотая Звезда» (№ 386). Награждал Героя лично командующий Уральским военным округом генерал-полковник Ю. Греков.
В 2000 году окончил Общевойсковую академию Вооружённых Сил Российской Федерации им. Фрунзе. Служил преподавателем кафедры вооружения и стрельбы Московского высшего командного общевойскового училища, затем там же старшим преподавателем и начальником кафедры эксплуатации боевых машин.
В 2009 году окончил Военную академию Генерального штаба Вооружённых Сил Российской Федерации. С 2009 года — заместитель начальника Московского высшего военного командного училища. С 2011 года полковник В. А. Коргутов — заместитель начальника Военного института (общевойскового) Военного учебно-научного центра Сухопутных войск «Общевойсковая академия Вооружённых Сил Российской Федерации».
С 2014 года является начальником Военного Учебного центра при Национальном исследовательском университете «Высшая школа экономики».

## Признание и награды
Награждён медалями. В 2009 году стал почётным гражданином станицы Вёшенская.
12-13 мая 2012 года Ростовская ассоциация киокусинкай в станице Вёшенская провела открытое первенство Ростовской области среди детей, юношей и девушек, юниоров и юниорок на Кубок Героя России Владимира Коргутова.
Входит в попечительский совет Фонда содействия развитию спорта, культуры и кинематографии «Дружбы народов Северного Кавказа» имени Героя России генерал-полковника Г. Н. Трошева.
12 мая 2011 года стал лауреатом премии «Виват — Победа!».

## Семья
Отец — Коргутов Александр Афанасьевич, мать — Коргутова Людмила Ивановна, младшая сестра — Елена Александровна Коргутова (1968 г.р.). Жена, две дочери.